# Worms (Hochheim Hill) Cemetery

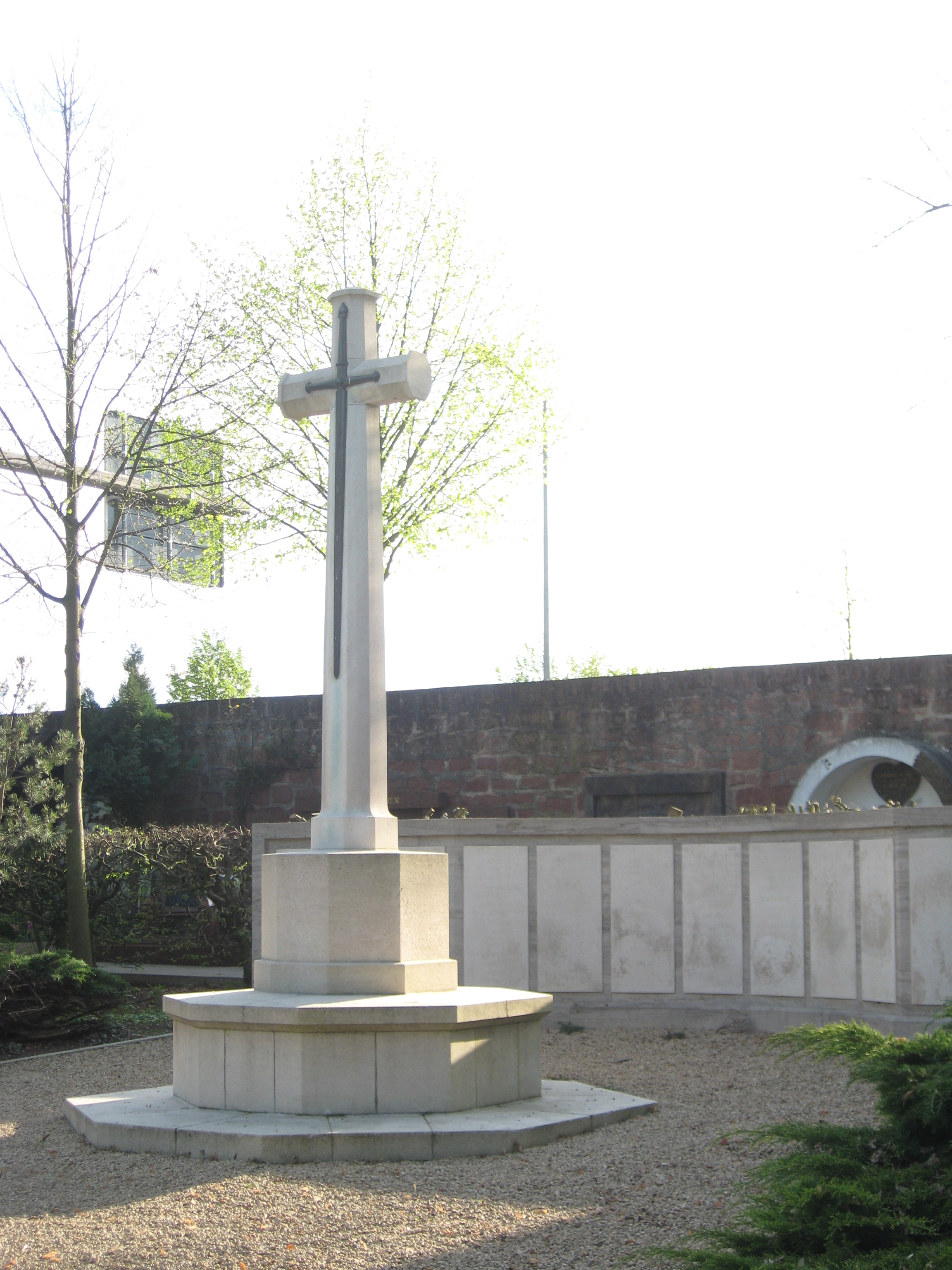
Worms (Hochheim Hill) Cemetery

Der Worms (Hochheim Hill) Cemetery ist eine Kriegsgräberstätte, die durch die Commonwealth War Graves Commission (CWGC) erbaut wurde und unter deren Betreuung sie auch noch heute besteht. Sie ist ein Teil des Hauptfriedhofs Hochheimer Höhe in Hochheim, einem Stadtteil von Worms.

## Geschichte
Während des Ersten Weltkrieges war in Worms ein großes Kriegsgefangenenlager errichtet worden. Für insgesamt 2084 verstorbene Kriegsgefangene wurde auf einem eigenen Areal eine letzte Ruhestätte geschaffen. Hier ruhen 1700 Russen, 113 Briten, 116 Italiener und 155 Rumänen. Noch im Verlauf des Krieges wurde für sie ein Denkmal errichtet.
Die CWGC hatte 1922/23 vor, in Deutschland vier Hauptfriedhöfe für die gefallenen Soldaten und verstorbenen Angehörigen des Commonwealth zu errichten. Jedoch konnten aus religiösen oder anderen Gründen nicht alle lokalen Grabstätten aufgelöst werden. Deshalb blieb die Grabstätte auf dem Hauptfriedhof Hochheimer Höhe in Worms erhalten.

## Gestaltung
Auf dem Friedhof errichtete man zu Ehren der 113 Briten ein „Cross of Sacrifice“ (Opferkreuz), das auf einem altarähnlichen Sockel steht. Dahinter schuf man eine aus mehreren Namenstafeln bestehende Gedenkmauer.